# Ротенфлю
Ротенфлю (нім. Rothenfluh) — громада  в Швейцарії в кантоні Базель-Ланд, округ Зіссах.

## Географія
Громада розташована на відстані близько 70 км на північний схід від Берна, 14 км на схід від Лісталя.
Ротенфлю має площу 11 км², з яких на 3,8% дозволяється будівництво (житлове та будівництво доріг), 40% використовуються в сільськогосподарських цілях, 56,1% зайнято лісами, 0,1% не є продуктивними (річки, льодовики або гори).

## Демографія
2019 року в громаді мешкало 764 особи (+2% порівняно з 2010 роком), іноземців було 8,9%. Густота населення становила 70 осіб/км².
За віковим діапазоном населення розподілялося таким чином: 18,8% — особи молодші 20 років, 62,4% — особи у віці 20—64 років, 18,7% — особи у віці 65 років та старші. Було 326 помешкань (у середньому 2,3 особи в помешканні).
Із загальної кількості 165 працюючих 42 було зайнятих в первинному секторі, 50 — в обробній промисловості, 73 — в галузі послуг.